# Prospect Heights
Prospect Heights é uma cidade localizada no estado americano de Illinois, no Condado de Cook.

## Demografia
Segundo o censo americano de 2000, a sua população era de 17.081 habitantes.
Em 2006, foi estimada uma população de 16.244, um decréscimo de 837 (-4.9%).

## Geografia
De acordo com o United States Census Bureau tem uma área de 11,1 km², dos quais 11,0 km² cobertos por terra e 0,1 km² cobertos por água.

## Localidades na vizinhança
O diagrama seguinte representa as localidades num raio de 8 km ao redor de Prospect Heights.